# Cupa României la handbal feminin 1982-1983
Cupa României la handbal feminin 1982-1983 a fost a 6-a ediție a competiției de handbal feminin românesc organizată de Federația Română de Handbal (FRH) cu începere din 1978. CS Știința Bacău a câștigat trofeul după ce a învins în finală pe Progresul București, cu scorul de 24-22. A fost al treilea trofeu de acest gen obținut de clubul băcăuan în istoria sa, după cele din 1980 și 1982.

## Date și format
Competiția s-a desfășurat sub forma unui turneu în timpul campionatului intern, cu meciuri disputate pe teren neutru. Etapa I preliminară a avut loc între 16-19 decembrie 1982, Etapa a II-a principală între 18-20 februarie 1983, Etapa a III-a semifinală între 26-27 februarie 1983, iar Etapa a IV-a finală pe 3 martie 1982.

## Etapa I preliminară
Echipele au fost împărțite în patru serii, fiecare serie fiind alcătuită din două grupe de câte trei echipe. Acestea au jucat câte un meci împotriva fiecărei adversare din grupă, în total două meciuri. După stabilirea ierarhiei în grupe, fiecare echipă a mai jucat câte un meci pentru stabilirea ierarhiei finale a seriei.
Partidele s-au desfășurat între 16 și 19 decembrie 1981.

### Seria I
Meciurile Seriei a I s-au jucat în Sala Sporturilor din Focșani.

#### Grupa A
| Poz. | Echipa                  | J | V | E | Î | GM | GP | DG  | P |
| ---- | ----------------------- | - | - | - | - | -- | -- | --- | - |
| 1    | Confecția Bacău         | 2 | 1 | 0 | 1 | 38 | 36 | + 2 | 4 |
| 2    | Constructorul Baia Mare | 2 | 1 | 0 | 1 | 42 | 41 | + 1 | 4 |
| 3    | Textila Ploiești        | 2 | 1 | 0 | 1 | 32 | 35 | - 3 | 4 |

#### Grupa B
| Poz. | Echipa                  | J | V | E | Î | GM | GP | DG   | P |
| ---- | ----------------------- | - | - | - | - | -- | -- | ---- | - |
| 1    | Constructorul Timișoara | 2 | 2 | 0 | 0 | 57 | 44 | + 13 | 6 |
| 2    | IEFS București          | 2 | 1 | 0 | 1 | 38 | 41 | - 3  | 4 |
| 3    | Filatura Focșani        | 2 | 0 | 0 | 2 | 39 | 49 | - 10 | 2 |

Pentru stabilirea clasamentului final în cadrul Seriei I, echipele clasate pe locurile întâi în cele două grupe au mai jucat un meci una împotriva celeilalte, la fel și echipele clasate pe locurile doi, respectiv trei:
| 19 decembrie 1982 08:30 | Textila Ploiești | 16 - 17 | Filatura Focșani | Sala Sporturilor, Focșani |
| 19 decembrie 1982 08:30 | (5-11)           |         |                  | Sala Sporturilor, Focșani |
| 19 decembrie 1982 08:30 |                  |         |                  | Sala Sporturilor, Focșani |

| 19 decembrie 1982 09:45 | Constructorul Baia Mare | 21 - 19 (Prel.) | IEFS București | Sala Sporturilor, Focșani |
| 19 decembrie 1982 09:45 | (7-7)                   |                 |                | Sala Sporturilor, Focșani |
| 19 decembrie 1982 09:45 |                         |                 |                | Sala Sporturilor, Focșani |
| 19 decembrie 1982 09:45 | FT: 18-18 Prel.: 3-1    |                 |                | Sala Sporturilor, Focșani |

| 19 decembrie 1982 11:00 | Confecția Bacău | 16 - 26 | Constructorul Timișoara | Sala Sporturilor, Focșani |
| 19 decembrie 1982 11:00 | (8-12)          |         |                         | Sala Sporturilor, Focșani |
| 19 decembrie 1982 11:00 |                 |         |                         | Sala Sporturilor, Focșani |

### Seria a II-a
Meciurile Seriei a II-a s-au jucat în Sala Sporturilor „Ceahlău” din Piatra Neamț.

#### Grupa A
| Poz. | Echipa                 | J | V | E | Î | GM | GP | DG  | P |
| ---- | ---------------------- | - | - | - | - | -- | -- | --- | - |
| 1    | „U” Farmec Cluj Napoca | 2 | 2 | 0 | 0 | 40 | 33 | + 7 | 6 |
| 2    | Textila Sebeș          | 2 | 1 | 0 | 1 | 21 | 20 | + 1 | 4 |
| 3    | Tricotextil Sighet     | 2 | 0 | 0 | 2 | 18 | 26 | - 8 | 2 |

#### Grupa B
| Poz. | Echipa            | J | V | E | Î | GM | GP | DG   | P |
| ---- | ----------------- | - | - | - | - | -- | -- | ---- | - |
| 1    | Textila Zalău     | 2 | 2 | 0 | 0 | 41 | 29 | + 12 | 6 |
| 2    | Relonul Săvinești | 2 | 1 | 0 | 1 | 29 | 37 | - 8  | 4 |
| 3    | Chimia Arad       | 2 | 0 | 0 | 2 | 30 | 34 | - 4  | 2 |

Pentru stabilirea clasamentului final în cadrul Seriei a II-a, echipele clasate pe locurile întâi în cele două grupe au mai jucat un meci una împotriva celeilalte, la fel și echipele clasate pe locurile doi, respectiv trei:
| 19 decembrie 1982 08:30 | Tricotextil Sighet | 18 - 24 | Chimia Arad | Sala Sporturilor „Ceahlău”, Piatra Neamț |
| 19 decembrie 1982 08:30 | (8-13)             |         |             | Sala Sporturilor „Ceahlău”, Piatra Neamț |
| 19 decembrie 1982 08:30 |                    |         |             | Sala Sporturilor „Ceahlău”, Piatra Neamț |

| 19 decembrie 1982 09:45 | Textila Sebeș | 28 - 23 | Relonul Săvinești | Sala Sporturilor „Ceahlău”, Piatra Neamț |
| 19 decembrie 1982 09:45 | (11-12)       |         |                   | Sala Sporturilor „Ceahlău”, Piatra Neamț |
| 19 decembrie 1982 09:45 |               |         |                   | Sala Sporturilor „Ceahlău”, Piatra Neamț |

| 19 decembrie 1982 11:00 | „U” Farmec Cluj Napoca | 23 - 27 (Prel.) | Textila Zalău | Sala Sporturilor „Ceahlău”, Piatra Neamț |
| 19 decembrie 1982 11:00 | (13-14)                |                 |               | Sala Sporturilor „Ceahlău”, Piatra Neamț |
| 19 decembrie 1982 11:00 |                        |                 |               | Sala Sporturilor „Ceahlău”, Piatra Neamț |
| 19 decembrie 1982 11:00 | FT: 21-21 Prel.: 2-6   |                 |               | Sala Sporturilor „Ceahlău”, Piatra Neamț |

### Seria a III-a
Meciurile Seriei a III-a s-au jucat în Sala Sporturilor din Vaslui.

#### Grupa A
| Poz. | Echipa               | J | V | E | Î | GM | GP | DG   | P |
| ---- | -------------------- | - | - | - | - | -- | -- | ---- | - |
| 1    | Rapid București      | 2 | 2 | 0 | 0 | 57 | 36 | + 21 | 6 |
| 2    | Precizia Vaslui      | 2 | 0 | 1 | 1 | 33 | 44 | - 11 | 3 |
| 3    | Didactica Alexandria | 2 | 0 | 1 | 1 | 43 | 53 | - 10 | 3 |

#### Grupa B
| Poz. | Echipa                  | J | V | E | Î | GM | GP | DG  | P |
| ---- | ----------------------- | - | - | - | - | -- | -- | --- | - |
| 1    | Industria Ușoară Oradea | 2 | 2 | 0 | 0 | 50 | 44 | + 6 | 6 |
| 2    | Vulturul Ploiești       | 2 | 1 | 0 | 1 | 46 | 44 | + 2 | 4 |
| 3    | Voința Odorhei          | 2 | 0 | 0 | 2 | 38 | 46 | - 8 | 2 |

Pentru stabilirea clasamentului final în cadrul Seriei a III-a, echipele clasate pe locurile întâi în cele două grupe au mai jucat un meci una împotriva celeilalte, la fel și echipele clasate pe locurile doi, respectiv trei:
| 19 decembrie 1982 08:30 | Didactica Alexandria | 19 - 25 | Voința Odorhei | Sala Sporturilor, Vaslui |
| 19 decembrie 1982 08:30 | (9-13)               |         |                | Sala Sporturilor, Vaslui |
| 19 decembrie 1982 08:30 |                      |         |                | Sala Sporturilor, Vaslui |

| 19 decembrie 1982 09:45 | Precizia Vaslui | 21 - 18 | Vulturul Ploiești | Sala Sporturilor, Vaslui |
| 19 decembrie 1982 09:45 | (12-8)          |         |                   | Sala Sporturilor, Vaslui |
| 19 decembrie 1982 09:45 |                 |         |                   | Sala Sporturilor, Vaslui |

| 19 decembrie 1982 11:00 | Rapid București | 22 - 18 | Industria Ușoară Oradea | Sala Sporturilor, Vaslui |
| 19 decembrie 1982 11:00 | (12-8)          |         |                         | Sala Sporturilor, Vaslui |
| 19 decembrie 1982 11:00 |                 |         |                         | Sala Sporturilor, Vaslui |

### Seria a IV-a
Meciurile Seriei a IV-a s-au jucat în Sala Sporturilor Olimpia din Timișoara.

#### Grupa A
| Poz. | Echipa                    | J | V | E | Î | GM | GP | DG   | P |
| ---- | ------------------------- | - | - | - | - | -- | -- | ---- | - |
| 1    | CFR Craiova               | 2 | 2 | 0 | 0 | 51 | 41 | + 10 | 6 |
| 2    | Nitramonia Făgăraș        | 2 | 1 | 0 | 1 | 40 | 42 | - 2  | 4 |
| 3    | Industria Textilă Pitești | 2 | 0 | 0 | 2 | 42 | 50 | - 8  | 2 |

#### Grupa B
| Poz. | Echipa                  | J | V | E | Î | GM | GP | DG   | P |
| ---- | ----------------------- | - | - | - | - | -- | -- | ---- | - |
| 1    | Constructorul Hunedoara | 2 | 2 | 0 | 0 | 50 | 26 | + 24 | 6 |
| 2    | AEM II Timișoara        | 2 | 1 | 0 | 1 | 39 | 34 | + 5  | 4 |
| 3    | Progresul Timișoara     | 2 | 0 | 0 | 2 | 26 | 55 | - 29 | 2 |

Pentru stabilirea clasamentului final în cadrul Seriei a IV-a, echipele clasate pe locurile întâi în cele două grupe au mai jucat un meci una împotriva celeilalte, la fel și echipele clasate pe locurile doi, respectiv trei:
| 19 decembrie 1982 08:30 | Industria Textilă Pitești | 27 - 24 | Progresul Timișoara | Sala Sporturilor Olimpia, Timișoara |
| 19 decembrie 1982 08:30 | (15-10)                   |         |                     | Sala Sporturilor Olimpia, Timișoara |
| 19 decembrie 1982 08:30 |                           |         |                     | Sala Sporturilor Olimpia, Timișoara |

| 19 decembrie 1982 09:45 | Nitramonia Făgăraș | 16 - 19 | AEM II Timișoara | Sala Sporturilor Olimpia, Timișoara |
| 19 decembrie 1982 09:45 | (4-7)              |         |                  | Sala Sporturilor Olimpia, Timișoara |
| 19 decembrie 1982 09:45 |                    |         |                  | Sala Sporturilor Olimpia, Timișoara |

| 19 decembrie 1982 11:00 | CFR Craiova | 19 - 27 | Constructorul Hunedoara | Sala Sporturilor Olimpia, Timișoara |
| 19 decembrie 1982 11:00 | (7-11)      |         |                         | Sala Sporturilor Olimpia, Timișoara |
| 19 decembrie 1982 11:00 |             |         |                         | Sala Sporturilor Olimpia, Timișoara |

## Etapa a II-a principală
Echipele au fost împărțite în patru serii, fiecare serie fiind alcătuită din patru echipe. Acestea au jucat câte un meci împotriva fiecărei adversare din grupă, în total trei meciuri.
Partidele s-au desfășurat între 18 și 20 februarie 1983.

### Seria A
Meciurile Seriei A s-au jucat în Sala Sporturilor din Alexandria.
| Poz. | Echipa                  | J | V | E | Î | GM | GP | DG   | P |
| ---- | ----------------------- | - | - | - | - | -- | -- | ---- | - |
| 1    | Progresul București     | 3 | 3 | 0 | 0 | 78 | 57 | + 21 | 9 |
| 2    | CSM Sibiu               | 3 | 2 | 0 | 1 | 62 | 60 | + 2  | 7 |
| 3    | CSM Sfântu Gheorghe     | 3 | 1 | 0 | 2 | 62 | 72 | - 10 | 5 |
| 4    | Constructorul Hunedoara | 3 | 0 | 0 | 3 | 54 | 67 | - 13 | 3 |

### Seria B
Meciurile Seriei B s-au jucat în Sala Victoria din Ploiești.
| Poz. | Echipa                 | J | V | E | Î | GM | GP | DG   | P |
| ---- | ---------------------- | - | - | - | - | -- | -- | ---- | - |
| 1    | CS Știința Bacău       | 3 | 3 | 0 | 0 | 79 | 54 | + 25 | 9 |
| 2    | TEROM Iași             | 3 | 2 | 0 | 1 | 68 | 59 | + 9  | 7 |
| 3    | Hidrotehnica Constanța | 3 | 1 | 0 | 2 | 49 | 70 | - 21 | 5 |
| 4    | Textila Zalău          | 3 | 0 | 0 | 3 | 50 | 63 | - 13 | 3 |

### Seria C
Meciurile Seriei C s-au jucat în Sala Sporturilor Traian din Râmnicu Vâlcea.
| Poz. | Echipa                 | J | V | E | Î | GM | GP | DG   | P |
| ---- | ---------------------- | - | - | - | - | -- | -- | ---- | - |
| 1    | Rapid București        | 3 | 2 | 0 | 1 | 67 | 60 | + 7  | 7 |
| 2    | AEM Timișoara          | 3 | 2 | 0 | 1 | 49 | 38 | + 11 | 6 |
| 3    | CS Mureșul Târgu Mureș | 3 | 1 | 0 | 2 | 61 | 76 | - 15 | 5 |
| 4    | Textila Buhuși         | 3 | 1 | 0 | 2 | 52 | 55 | - 3  | 5 |

### Seria D
Meciurile Seriei D s-au jucat în Sala Sporturilor din Odorheiu Secuiesc.
| Poz. | Echipa                   | J | V | E | Î | GM | GP | DG   | P |
| ---- | ------------------------ | - | - | - | - | -- | -- | ---- | - |
| 1    | Rulmentul Brașov         | 3 | 3 | 0 | 0 | 68 | 59 | + 9  | 9 |
| 2    | Confecția București      | 3 | 2 | 0 | 1 | 73 | 68 | + 5  | 7 |
| 3    | Chimistul Râmnicu Vâlcea | 3 | 1 | 0 | 2 | 75 | 77 | - 2  | 5 |
| 4    | Constructorul Timișoara  | 3 | 0 | 0 | 3 | 70 | 82 | - 12 | 3 |

## Etapa a III-a semifinală
Echipele au fost împărțite în două serii, fiecare serie fiind alcătuită din patru echipe. Acestea au jucat câte un meci împotriva fiecărei adversare din grupă cu care nu s-au întâlnit în Etapa a II-a, în total două meciuri.
Partidele s-au desfășurat pe 26 și 27 martie 1983.

### Seria I
Meciurile Seriei I s-au jucat în Sala Victoria din Ploiești.
| Poz. | Echipa              | J | V | E | Î | GM | GP | DG   | P |
| ---- | ------------------- | - | - | - | - | -- | -- | ---- | - |
| 1    | Progresul București | 3 | 3 | 0 | 0 | 65 | 52 | + 13 | 9 |
| 2    | Rulmentul Brașov    | 3 | 2 | 0 | 1 | 61 | 55 | + 6  | 7 |
| 3    | CSM Sibiu           | 3 | 1 | 0 | 2 | 64 | 64 | 0    | 5 |
| 4    | Confecția București | 3 | 0 | 0 | 3 | 55 | 75 | - 20 | 3 |

### Seria a II-a
Meciurile Seriei a II-a s-au jucat în Sala Sporturilor din Brașov.
| Poz. | Echipa           | J | V | E | Î | GM | GP | DG   | P |
| ---- | ---------------- | - | - | - | - | -- | -- | ---- | - |
| 1    | CS Știința Bacău | 3 | 3 | 0 | 0 | 76 | 58 | + 18 | 9 |
| 2    | AEM Timișoara    | 3 | 2 | 0 | 1 | 60 | 57 | + 3  | 7 |
| 3    | Rapid București  | 3 | 1 | 0 | 2 | 47 | 65 | - 18 | 5 |
| 4    | TEROM Iași       | 3 | 0 | 0 | 3 | 66 | 69 | - 3  | 3 |

## Etapa a IV-a finală

### Meciurile pentru locurile 5-8
Partidele pentru locurile 5-8 s-au desfășurat pe 3 martie 1983, în Sala Sporturilor din Pitești.

#### Meciul pentru locurile 7-8
| 3 martie 1983 16:30 | Confecția București | 26 - 29 | TEROM Iași | Sala Sporturilor, Pitești |
| 3 martie 1983 16:30 | (12-17)             |         |            | Sala Sporturilor, Pitești |
| 3 martie 1983 16:30 |                     |         |            | Sala Sporturilor, Pitești |

#### Meciul pentru locurile 5-6
| 3 martie 1983 18:00 | CSM Sibiu | 22 - 20 | Rapid București | Sala Sporturilor, Pitești |
| 3 martie 1983 18:00 | (12-11)   |         |                 | Sala Sporturilor, Pitești |
| 3 martie 1983 18:00 |           |         |                 | Sala Sporturilor, Pitești |

### Meciurile pentru podium
Partidele pentru locurile 1-4 s-au desfășurat pe 14 martie 1982, în Sala Sporturilor din Craiova.

#### Meciul pentru locurile 3-4
| 3 martie 1983 16:00 | Rulmentul Brașov | 22 - 27 | AEM Timișoara | Sala Sporturilor, Craiova |
| 3 martie 1983 16:00 | (13-13)          |         |               | Sala Sporturilor, Craiova |
| 3 martie 1983 16:00 |                  |         |               | Sala Sporturilor, Craiova |

#### Finala
| 3 martie 1983 17:30 | Progresul București  | 22 - 24 (Prel.) | CS Știința Bacău | Sala Sporturilor, Craiova |
| 3 martie 1983 17:30 | (14-13)              |                 |                  | Sala Sporturilor, Craiova |
| 3 martie 1983 17:30 |                      |                 |                  | Sala Sporturilor, Craiova |
| 3 martie 1983 17:30 | FT: 20-20 Prel.: 2-4 |                 |                  | Sala Sporturilor, Craiova |

## Podiumul final
Finala mare a fost o partidă strânsă, terminată după timpul regulamentar de joc cu scorul egal de 20-20. CS Știința Bacău a câștigat trofeul după prelungiri, scorul final al meciului fiind 24-22.
În finala mică echipa AEM Timișoara s-a impus împotriva Rulmentului Brașov, 27-22, iar timișorencele au câștigat astfel medaliile de bronz și și-au asigurat prezența în cupele europene.
|   | CS Știința Bacău    |
|   | Progresul București |
|   | AEM Timișoara       |
| 4 | Rulmentul Brașov    |

| CS Știința Bacău Al treilea titlu Echipa: Alice Pfefferkorn, Ioana Vasîlcă, Georgeta Voinea, Filofteia Călin, Adriana Hrișcu, Rita Florea, Laura Lupșor, Eva Mozsi, Elena Leonte, Lidia Păun, Marilena Găitan, Carmen Stroe, Maria Suzanu, Viorica Cătineanu. Antrenori: Eugen Bartha, Ioan Gerhard. |